# Барський Пилип
Пилип Барський (1889 р., село Данилова Балка, Благовіщенського району Кіровоградської області —
†1930-ті роки, с. Дубини, Польща) — військовий; сотник Армії УНР.

## Біографія
Підстаршина кіннотник Армії УНР, в Радянсько-Українській війні 1917—1921 років.
Підвищений до звання поручника після липня 1920 року.
Воював під українським прапором з формування українського війська, відомо, що у складі Кінного полку імені гетьмана І.Мазепи 2-ї Волинської дивізії Армії УНР, в тому числі разом із польськими союзниками.
За участь у боях 1 Зимового походу Армії Української народної республіки, нагороджений Залізним Хрестом.
По інтернуванню українських військ у Польщу, разом із другою дружиною Марією Буряк проживав у місті Гайнівка, де брав участь в громадсько-суспільному житті української наддніпрянської громади.
Похований на православному цвинтарі села Дубини у Підляському воєводстві, Польща.
Його перша дружина Барська (Жученко) Олена Яківна, 1891 року народження та син Барський Парфентій Пилипович (1913 р.н., військовий санітар, загинув у травні 1942 року біля села Шамино, 45 км від Харкова) поховані у с. Данилова Балка.